# 兔子四部曲
《兔子四部曲》是美國作家約翰·厄普代克的作品。《兔子四部曲》記錄了美國自第二次世界大戰後40年來的社會歷史的全貌，描繪出了一幅中產階級的歷史畫卷，共塑造了约150个大小不等的鲜活人物，內容涉及越南戰爭、登陸月球、女權運動、能源危機，有人稱之為「美國斷代史」。

## 概述

### 兔子，跑吧
1960年厄普代克出版《兔子，跑吧》（Rabbit, Run），書以「兔子」哈利·安斯特朗（Harry 'Rabbit' Angstrom）為主角，是一個26歲的年輕人，长得又高又帥，這位兔子有些自戀又脆弱，高中時曾是學校中的籃球明星，曾破纪录投篮得分62分。他的妻子珍妮丝（Janice）大他两岁，酗酒、不理家事，育有一子尼尔森（Nelson），一女。他結交了籃球教練介紹的妓女鲁斯（Ruth），不久鲁斯懷孕。同时兔子和妻子关系破裂，妻子误杀女儿，兔子不知所措，於是匆忙逃走了。

### 兔子歸來
1971年厄普代克繼續創作有《兔子歸來》（Rabbit Redux）， 描寫1969年7月16日兔子回家後，成為了一個產業工人，妻子珍妮丝跟情人同居，他接連遇上種族對峙、性革命、反文化運動等，兔子還收留了黑人逃犯斯基特。

### 兔子富了
1981年又發表《兔子富了》（Rabbit Is Rich），故事是兔子繼承了岳父的日本汽車事業，經濟開始富裕，兔子加入乡村俱乐部、打高尔夫球、到加勒比海度假。

### 兔子歇了
1990年發表的《兔子歇了》（Rabbit at Rest）寫兔子年老病患，岛田先生（Mr. Shimada）非常不滿意兔子的作為，兔子用心倾听日本老板的严厉批评。兔子后前往佛羅里達州看望儿子一家，兒媳婦普露（Pru）因为长期闺房失和，晚上主動要求和他上床。后兔子和妻子返回宾州。兔子在籃球場試圖重溫當年風采時，結果因心梗發作去世。

### 兔子回忆
2000年，厄普代克又寫了一部182页的中篇小说《兔子回忆》（“Rabbit Remembered”），交代兔子去世的后续情节，普露（Pru）和尼尔森离了婚，带着孩子回俄亥俄州，兔子和鲁斯所生的女兒安娜贝尔（Annabelle）以护士的身份出现，尼尔森看著她想到自己的妹妹，大家共进感恩节晚餐，卻因政治話題吵架收场。“兔子”的骨灰罐遗留在一家汽车旅馆的橱架里。本篇故事收錄短篇小说集《Licks of Love》，有人說這是第五部曲，亦有人批評是狗尾续貂。